# Baaltis
Baaltis, ou Baalate Gebal (Ba‘alat Gebal, lit. "Dama de Biblos") foi uma deusa da cidade de Biblos, na Fenícia.